# Cedrelinga
Cedrelinga é um género botânico pertencente à família Fabaceae. Corresponde apenas a espécie Cedrelinga catenaeformis, que possui o nome popular de "cedrão".
1. ↑  «Cedrelinga — World Flora Online». www.worldfloraonline.org. Consultado em 19 de agosto de 2020